# Barlieu
Barlieu ist eine französische Gemeinde mit 336 Einwohnern (Stand: 1. Januar 2022) im Département Cher in der Region Centre-Val de Loire. Sie gehört zum Arrondissement Bourges und zum Kanton Sancerre.

## Lage
Barlieu liegt etwa 49 Kilometer nordnordöstlich von Bourges. Umgeben wird Barlieu von den Nachbargemeinden Blancafort im Nordwesten und Norden, Cernoy-en-Berry im Norden und Nordosten, Pierrefitte-ès-Bois im Osten, Vailly-sur-Sauldre im Südosten und Süden, Dampierre-en-Crot im Südwesten sowie Concressault im Westen.

## Bevölkerungsentwicklung
| Jahr                       | 1962 | 1968 | 1975 | 1982 | 1990 | 1999 | 2006 | 2019 |
| Einwohner                  | 596  | 537  | 459  | 413  | 433  | 363  | 396  | 345  |
| Quellen: Cassini und INSEE |      |      |      |      |      |      |      |      |

## Sehenswürdigkeiten
- Kirche Saint-Germain aus dem 12. Jahrhundert

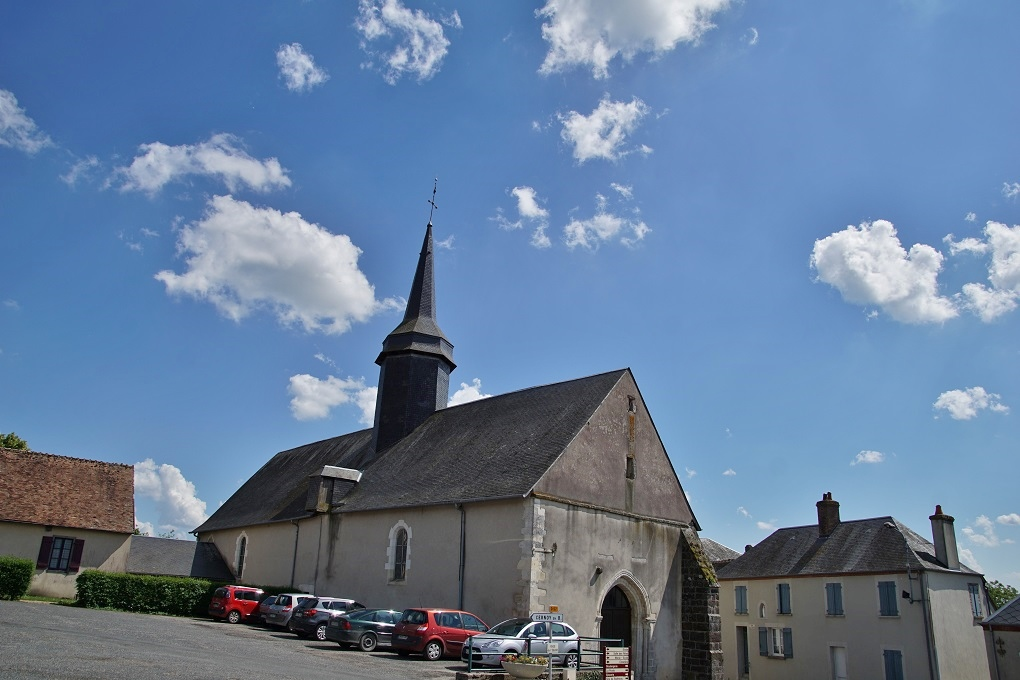
Kirche Saint-Germain